# Departament de Totonicapán

Localització de Totonicapán

El departament de Totonicapán està situat a la regió sud-occidental de Guatemala. Limita al nord amb el departament de Huehuetenango; al sud amb el departament de Sololá; a l'est amb el departament d'El Quiché; i a l'oest amb el departament de Quetzaltenango. La capçalera departamental es troba a una distància de 203 quilòmetres aproximadament, de la capital.

## Història
Totonicapán prové del nàhuatl Atotonilco, totonilco que significa "en el lloc de l'aigua calenta".
L'antiga Totonicapán, va ser la segona província en importància del senyoriu Quitxé governat des de Q'umarkaj (Utatlán). Va ser fundada en les fèrtils planures de Patzac. Es creu que l'antiga població es va dir Otzoyá, que vol dir lloc dels peixets, no obstant això no se n'ha trobat vestigis.
Després de cert temps van deixar aquest lloc i es van assentar en l'anomenat Chuimequená (lloc de l'aigua calenta), que és el nom amb el qual encara se la coneix entre els indígenes. Posteriorment es va traslladar al lloc on es troba actualment, molt prop de l'antic Chuimequená.
Va ser creat per decret No. 72 del 12 d'agost de 1872 i el 15 de febrer de 1838 va formar part de l'Estat dels Alts o Sisè Estat, fins al 8 de maig de 1849 quan es va reincorporar a l'Estat de Guatemala.
Al seu territori, durant l'època colonial, van esclatar els motins d'indígenes més transcendentals del Regne de Guatemala. Un succés que és necessari esmentar és que al juliol de 1820, va esclatar entre els indígenes de Totonicapán, participant els municipis de Momostenango, Santa María Chiquimula, San Francisco el Alot, San Andrés Xecul, San Bartolo Aguas Calientes, San Cristóbal Totonicapán i la mateixa capçalera, una revolta en la qual van desconèixer les autoritats espanyoles, encapçalada per Atanasio Tzul i Lucas Aguilar, coronant Tzul com a rei dels Quitxés. Des de llavors es reconeix a la capçalera com a Ciutat Prócer.
Aquesta revolta s'atribueix especialment a la imposició dels Reials Atributs, on Atanasio Tzul es va posar la corona del senyor San José i a la seva dona, Felipa Soc, li va posar la corona de Santa Cecilia. El Regnat de Tzul va durar solament 29 dies..
A principis del segle xix, Totonicapán va formar part de la província del mateix nom o Huehuetenango.
En 1821 amb la independència i l'annexió a Mèxic, es va dividir el territori en 3 comandàncies generals, sent una d'elles la de Chiapas, a la qual pertanyia l'Alcaldia Major de Totonicapan.

## Divisió administrativa
Aquest departament es troba conformat pels següents municipis:
1. Totonicapán
2. Momostenango
3. San Andrés Xecul
4. San Bartolo
5. San Cristóbal Totonicapán
6. San Francisco El Alto
7. Santa Lucía La Reforma
8. Santa María Chiquimula